# Yo, min kompis är ett spöke
Yo, min kompis är ett spöke (Dude, That's My Ghost!) är en fransk animerad actionäventyrs-TV-serie som hade premiär den 2 februari 2013 på Disney XD.

## Personer
- Spencer Wright
- Billy Joe Cobra
- Hugh Wright
- Jane Wright
- Rajeev Bhagwati
- Shanila Bhagwati
- Glenn Ponzki
- Sam Hoover
- Madame X
- Kath Katherson
- Mallory
- Jessica Wright